# Wanzl

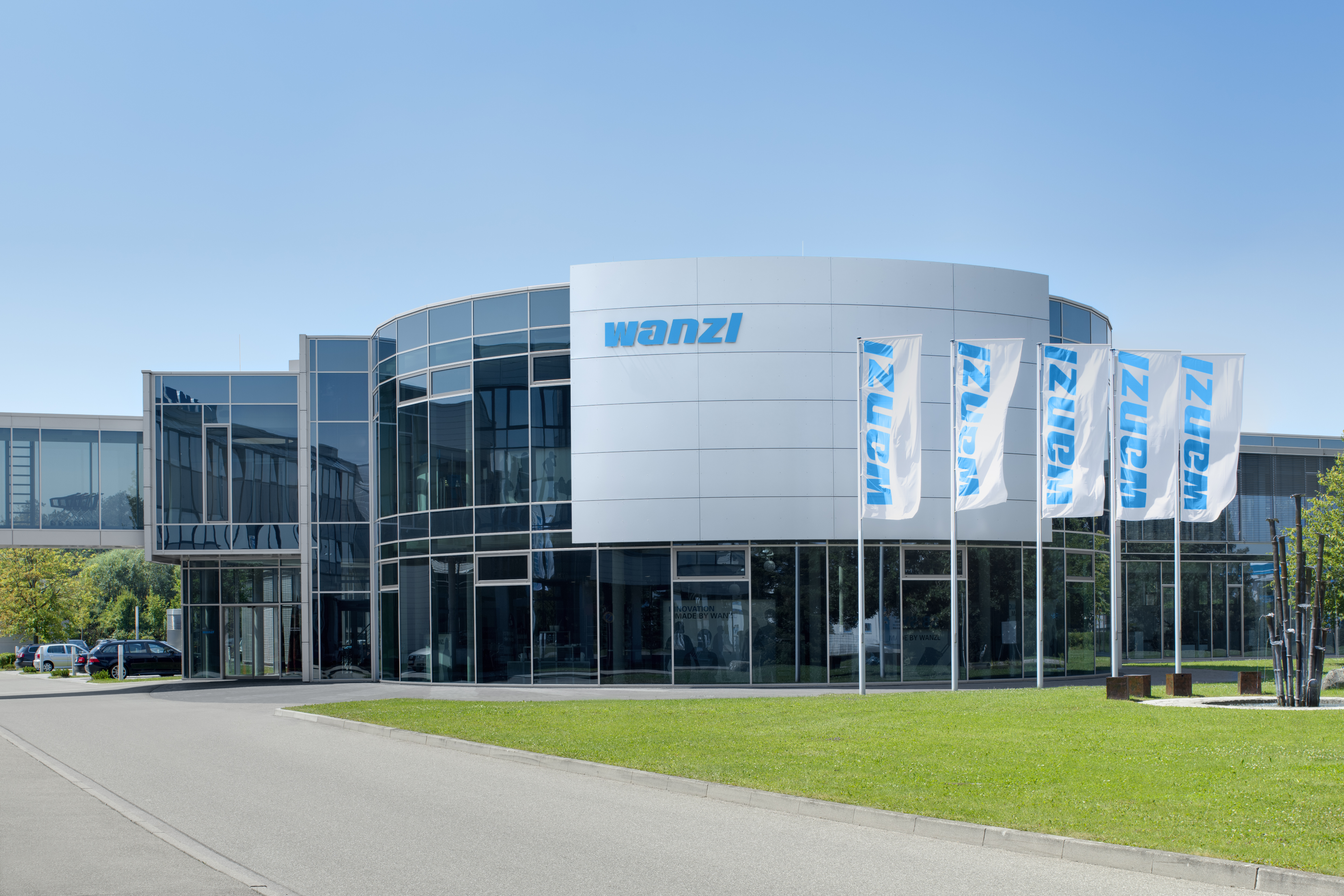
Wanzl-Hauptsitz in Leipheim

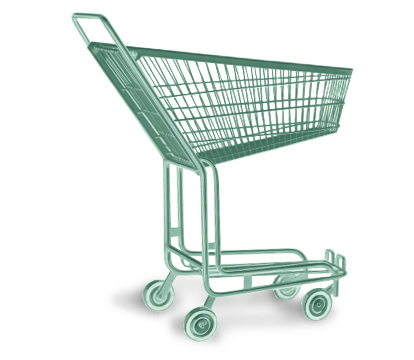
Einkaufswagen-Modell Concentra, 1957

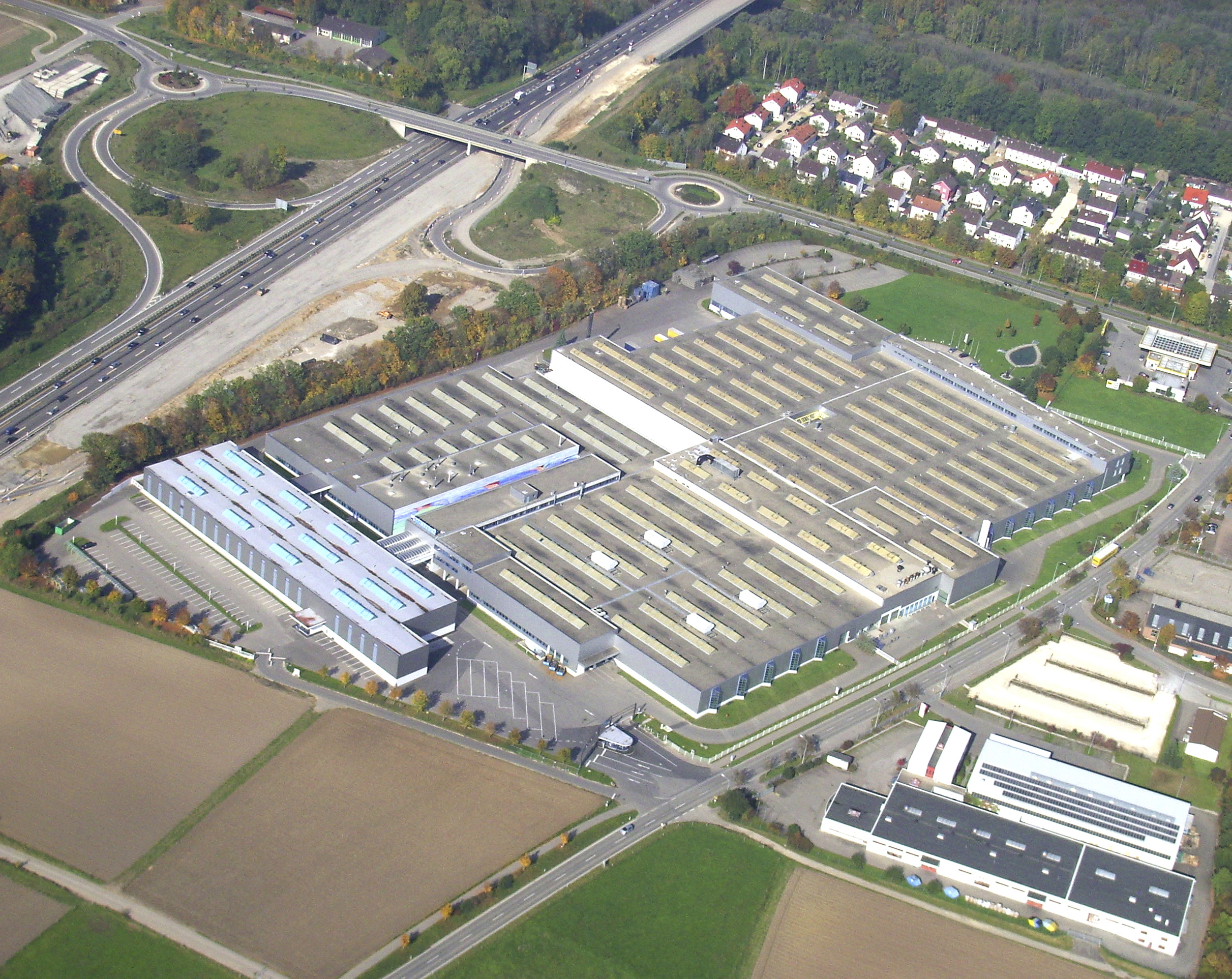
Luftaufnahme Werk 4 in Leipheim

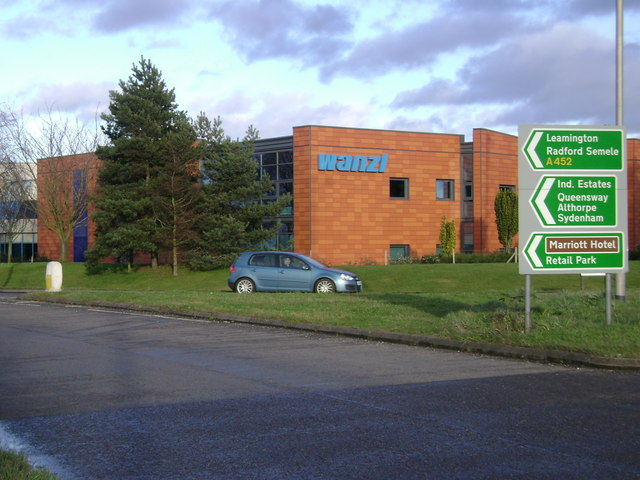
Niederlassungsgebäude Wanzl Großbritannien

Die Unternehmensgruppe Wanzl ist ein deutscher Hersteller von Einkaufs-, Gepäcktransport- und ähnlichen Wagen sowie Zugangskontrollsystemen mit Sitz in Leipheim. Mutterunternehmen des Konzerns ist die Wanzl GmbH & Co. Holding KG (Leipheim). Der Konzern beschäftigte im Jahr 2020 etwa 4500 Mitarbeiter in 22 Ländern. Eigentümer des Familienunternehmens ist die Unternehmerfamilie Wanzl.

## Geschichte
1918 gründete Rudolf Wanzl sen. in Jívová in der Tschechoslowakei eine Schlosserei, die er zum Waagenbaubetrieb und Landmaschinenhandel mit 20 Mitarbeitern ausbaute. Nach der Vertreibung erfolgte 1947 durch Rudolf Wanzl jun. die Neugründung in Leipheim, wo eine Werkstätte für Waagenbau und Reparaturdienst eingerichtet wurde. Der Anstoß, sich dem Thema Selbstbedienung zu widmen, kam vom Kassenhersteller NCR in Augsburg. Für einen Demonstrationsraum des Unternehmens wurden Einkaufskörbe in handwerklicher Einzelfertigung bestellt. In etwa zur selben Zeit bestellte die Hamburger Konsumgenossenschaft 40 Wagen und 100 Handkörbe für die Eröffnung des ersten deutschen Selbstbedienungsladens.
Anfang der 1950er-Jahre reiste Rudolf Wanzl in die USA und kam dort in Kontakt mit dem Erfinder des Einkaufswagens, Sylvan Goldman. Noch auf dem Rückflug entwarf er ein eigenes, beweglicheres Modell, das die Basis aller heutigen Einkaufswagen bildet. 1951 wurde der erste Einkaufswagen mit festem Korb patentiert. Drei Jahre später schieden die teilhabenden Brüder Siegel aus dem Unternehmen aus und gründeten ein eigenes unter ihrem Namen, das nach Insolvenz 2007 von Wanzl übernommen wurde.
Über viele Jahre hinweg waren so die beiden deutschlandweit größten Hersteller von Einkaufswagen in Leipheim ansässig.
1956 beschäftigte Wanzl 74 Mitarbeiter.

### 1960er-Jahre
Zur Erweiterung der Fertigungskapazitäten wurde in Kirchheim ein neues Werk in Betrieb genommen. Zur Kundenlenkung und Diebstahlminimierung in den in Deutschland immer größer werdenden Supermärkten nahm Wanzl manuelle Zugangsdrehkreuze mit in sein Produktprogramm auf. 1966 beschäftigte das Unternehmen bereits 400 Mitarbeiter.

### 1970er-Jahre
Nach der Expansion der deutschen Handelsketten ins nahegelegene Ausland wurden die ersten Landesniederlassungen gegründet. Für die Deutsche Bundesbahn wurden erstmals Gepäckwagen für Bahnhöfe geliefert. Im Zuge der erneuten Ausweitung der Produktion wurde in der Nähe des Leipheimer Bahnhofes ein weiteres Werk gebaut. Zeitweise verfügte dieses Werk auch über einen eigenen Gleisanschluss. 1978 wurde das Unternehmen mit dem Goldenen Zuckerhut der Lebensmittel Zeitung ausgezeichnet.

### 1980er-Jahre
Für den Frankfurter Flughafen lieferte das Familienunternehmen erstmals Gepäckwagen an einen Flughafen. Als Besonderheit konnten diese Wagen auch auf Rolltreppen transportiert werden. Um den französischen Markt besser bedienen zu können, wurde im elsässischen Schlettstadt ein neues Werk gebaut. Die zunehmende Verbreitung von Baumärkten ließen die Produktionszahlen weiter ansteigen, Vertriebsniederlassungen in Großbritannien und Belgien wurden aufgebaut. 1989 beschäftigte Wanzl 1600 Mitarbeiter.

### 1990er-Jahre
Im Jahr 1990 wurde in Leipheim das Werk 4 unweit der Autobahn A8 fertiggestellt. In diesem Werk befindet sich heute der Hauptsitz des Unternehmens. 1991 gründete Wanzl den Geschäftsbereich Ladenbau. Fortan wurden die Einrichtungen ganzer Supermärkte geplant und Regalsysteme hergestellt. Mit dem Fall des Eisernen Vorhangs breitete sich das Selbstbedienungskonzept auch in den nun marktwirtschaftlich orientierten Ländern aus und erschloss neue Märkte. 1995 wurde unweit der früheren Heimat von Rudolf Wanzl ein Produktionswerk in Tschechien eröffnet. Nach zehnjähriger Tätigkeit als Geschäftsführer übernahm Gottfried Wanzl 1998 die komplette Leitung des Unternehmens von seinem Vater. Großaufträge wie die Belieferung des neuen Flughafens von Hongkong mit Gepäcktransportwagen ließen die Beschäftigungs- und Umsatzzahlen weiter steigen. 1999 wurden erstmals 1 Million Einkaufswagen pro Jahr gefertigt.

### 2000er-Jahre
Die Märkte im klassischen Handelsgeschäft waren in Westeuropa zunehmend gesättigt, während gerade in Entwicklungsländern das Selbstbedienungsprinzip weiter auf dem Vormarsch war. 2005 wurde in Shanghai ein weiteres Wanzl-Werk mit Produktion und Verwaltung eröffnet. Mit dem zunehmenden Aufkommen des Onlinehandels erweiterte Wanzl sein Produktprogramm um Kommissionier- und Lagerwagen. Ebenso wurden erstmals auch Hotels mit einem speziellen Produktprogramm beliefert. Nach der Insolvenz des ehemaligen Wettbewerbers Siegel übernahm Wanzl einen Großteil der Mitarbeiter. Im selben Jahr erhält Wanzl den Bayerischen Qualitätspreis. Zum Ausbau des Geschäftsbereiches Ladenbau integriert das Unternehmen die Ulmer Schreinerei Unseld.

### 2010er-Jahre
Im Januar 2012 stockte Wanzl ihre seit 2006 bestehende Beteiligung an der nordamerikanischen Unternehmensgruppe Technibilt auf 100 Prozent auf.
Am 11. Februar 2012 brach ein Feuer im Galvanikgebäude aus. Die 40 × 40 m große Halle brannte dabei vollständig aus, es entstand Schaden in zweistelliger Millionenhöhe. Knapp zwei Jahre nach dem Großbrand wurde am selben Standort die wiederaufgebaute Galvanikanlage in Betrieb genommen.

## Geschäftsbereiche

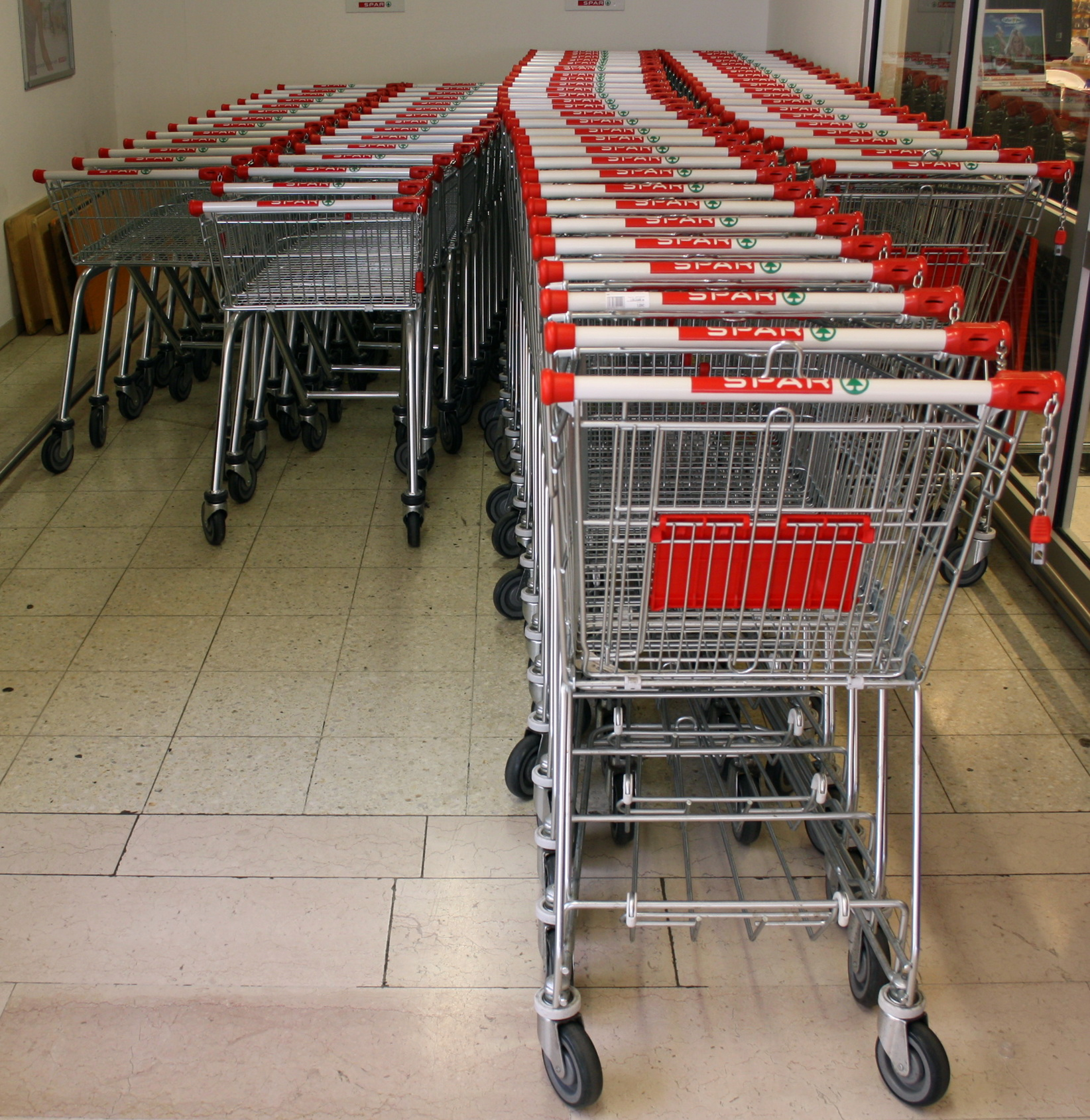
Einkaufswagen aus Wanzl-Produktion, links aus der Produktserie EL (hier mit kleinerer Korbgröße), rechts aus der Serie DRC mit Bodenrost für Getränkekisten etc.

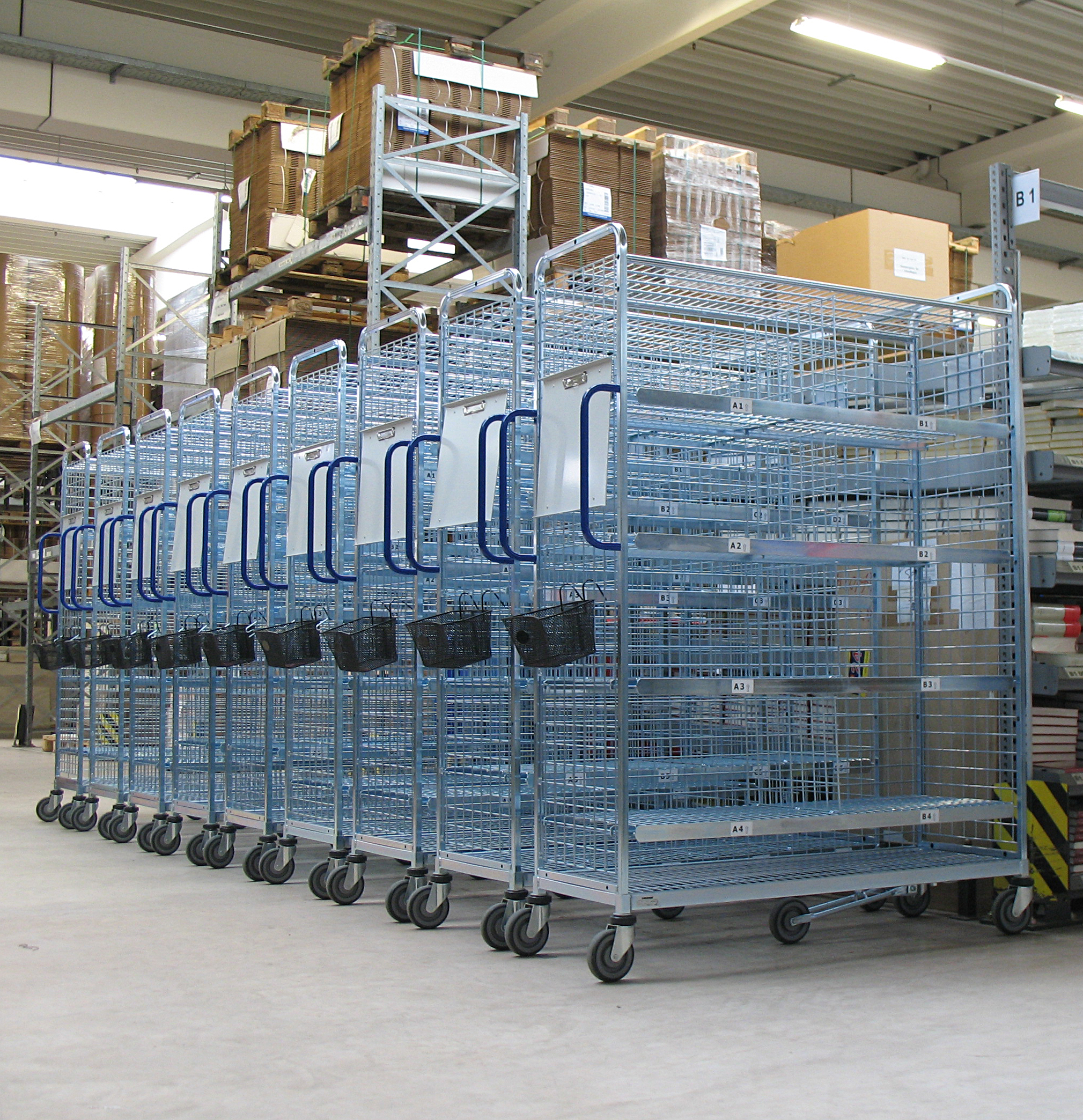
Wanzl-Kommissionierwagen KT3

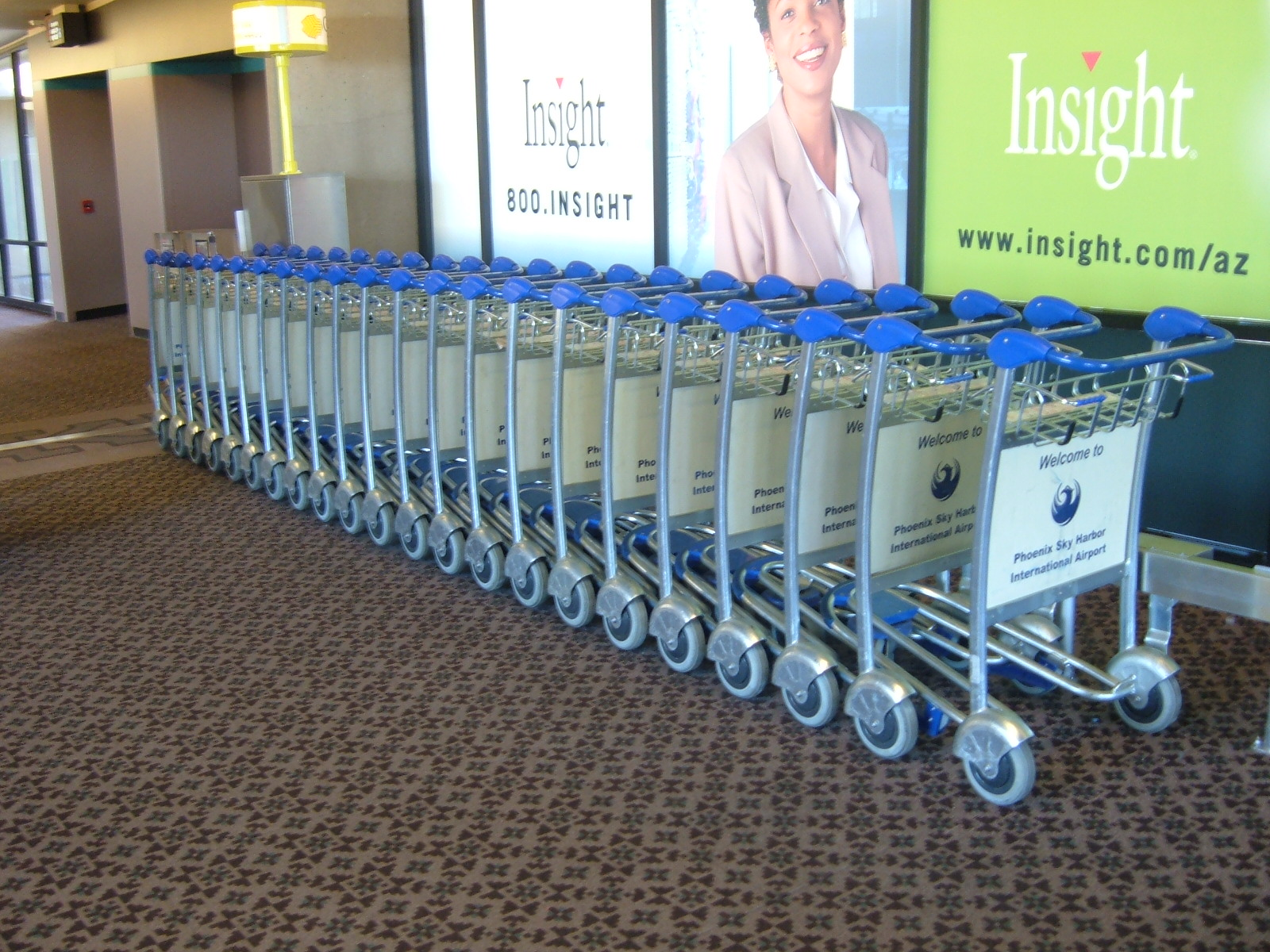
Wanzl-Gepäckwagen am Phoenix Sky Harbour International Airport Flughafen Phoenix

### Retail
Neben Einkaufswagen aus Metall stellt das Unternehmen seit einigen Jahren Einkaufswagen aus Kunststoff her. Diese laufen unter den Produktbezeichnungen Tango und Salsa und werden insbesondere ins europäische Ausland, aber auch weltweit exportiert. Weitere Produkte zur Einrichtung von Handelsgeschäften wie Regale, Displays, Drehkreuze und komplette Ladeneinrichtungen gehören ebenfalls zum Produktspektrum. Die Unternehmensgesellschaft Wanzl GmbH & Co. KGaA ist auf diesem Feld operativ tätig.

### Material Handling
2002 wurde das Produktsortiment für Industrie- und Logistikkunden in diesem Geschäftsbereich zusammenfasst. Neben Wagen zur Kommissionierung stellt das Unternehmen auch Transportcontainer oder Palettenaufsätze her.

### Airport
Auf Bahnhöfen und Flughäfen sind Gepäckwagen, Zutrittskontrollen und Raumteiler im Einsatz. Zu den Kunden zählen große Luftverkehrsdrehscheiben wie Frankfurt, Hongkong, Paris oder der Eurostar-Zielbahnhof St Pancras.

### Access
Drehkreuze und Drehsperren, Kundenführungen und Absperrungen sind seit über 50 Jahren Bestandteil des Produktprogramms. Heutige Schwerpunkte liegen auf Zutrittsschleusen und interaktiven Terminals.

### Hotel
Dieser Geschäftsbereich wurde im Jahr 2006 eingeführt. Es werden Produkte zur Hotel-Ausstattung wie z. B. Wäsche-, Servier- und Reinigungswagen angeboten. Die Wagen sind auch auf einigen Kreuzfahrtschiffen der AIDA Cruise Line zu finden.

## Produktionsstätten
Wanzl verfügt über drei Werke in Leipheim, eines in Kirchheim sowie jeweils eines in Frankreich (Sélestat), Tschechien (Hněvotín) und China (Shanghai).

### Auslandsniederlassungen
Ab 1970 wurden weltweit zahlreiche Service- und Vertriebsniederlassungen gegründet.
| - Wien, Österreich (2014 Umzug nach Vösendorf) - Thal, Schweiz - Oosterhout, Niederlande - Löwen, Belgien - Warwick, Großbritannien - Newton, USA | - Melbourne, Australien - Dubai, Vereinigte Arabische Emirate - Pune, Indien - Moskau, Russland - Kiew, Ukraine - Hadsten, Dänemark | - Budapest, Ungarn - Sered, Slowakei - Barcelona, Spanien - Nadarzyn, Polen - Querétaro, Mexiko - Montichiari, Italien (2005 Umzug nach Travagliato) |

## Geschäftsleitung
Gottfried Wanzl, ein Sohn von Rudolf Wanzl junior, war über viele Jahre Geschäftsführer des Konzerns. Im Jahr 2014 übernahm Klaus Meier-Kortwig den Vorsitz der Geschäftsleitung. Geschäftsführer für die Finanzen ist Alexander Kienle. Geschäftsführer für den Vertrieb ist Bernhard Renzhofer. Geschäftsführer für den Bereich Technik war zunächst Harald P. Dörenbach. Zum Jahresende 2021 trat der ehemalige Thyssenkrupp-Manager Peter Allaart an die Stelle von Dörenbach. Seit Dezember 2024 ist Peter Allaart Vorsitzender der Geschäftsführung.  Vorsitzender des Aufsichtsrates ist Peter Ruhwedel.

## Konkurrenten
Caddie, Stammsitz in Schiltigheim (Frankreich) mit sieben Tochtergesellschaften in anderen Ländern, besteht seit 1928 und vertreibt Einkaufswagen in 130 Länder. Marsanz mit Sitz in Torrejon de Ardoz in der Nähe von Madrid vertreibt Einkaufswagen in 80 Länder. In China ist mittlerweile eine Vielzahl von Einkaufswagen-Herstellern entstanden.